# サイモン・コロシモ
サイモン・コロシモ（Simon Colosimo, 1979年1月8日- ）は、オーストラリア・メルボルン出身の同国代表サッカー選手。

## 経歴
コロシモは、1997年にAIS卒業後、同年に創設されNSLに参戦するカールトンSCに加入した。デビュー年からレギュラーとして活躍していたことからバイエルン・ミュンヘンとパナシナイコスFCから関心を寄せられていたが、1999年7月22日、マンチェスター・ユナイテッドFCの親善試合ツアー戦でアンディ・コールのタックルで膝を負傷したことで、1999-2000シーズン大半を欠場することを余儀なくされた。このシーズン終了後にカールトンが解散したことにより、2000年3月14日に地元のサウス・メルボルンFCと契約した。
メルボルンで1年プレー後にヨーロッパへ移動し、イングランド2部のマンチェスター・シティFCに加入。さらにその1年後にベルギーのロイヤル・アントワープFCに移動となかなか定着出来ず、2002年にオーストラリアへ戻りNSLのパース・グローリーFC, 2004年にリーグが解体されるまでパラマッタ・パワーで過ごした。
2004年、マシュー・ビングリー, アンテ・ミリチッチら同胞数人と共にマレーシアのパハンFAに加入し、再編されたこのリーグで優勝をした。
新設されたAリーグに参戦する古巣パース・グローリーに誘われ、オーストラリアに戻り3年契約を結んだ。2006-07シーズンにチームのMVPに選ばれた。
Aリーグのオフシーズンを利用した4ヶ月の短期レンタルでトルコのシヴァススポルに参加し、2007-08シーズン開幕に向けて復帰すると、チームのキャプテンに任命された。しかし、シーズン終了後にシドニーFCへ移籍する動きが噂されると、パースのサポーターから歓迎されなくなり敵意を向けられ、終盤戦の数試合はスタメン落ちが続いたため、2008年1月22日に双方合意で契約を解除し退団した。
1月27日、2008-09シーズン開幕に向けてシドニーFCに2年契約で加入。翌2009-10年シーズンは、シーズンを通してコンスタントに印象的なパフォーマンス披露。その集大成として2度目となるジョー・マーストン・メダルを獲得し、CBとして傑出した選手となった。2010年3月31日、同僚のクリント・ボルトン, ジョン・アロイージと共にメルボルン・ハートに移籍した。この新クラブでキャプテンとなったコロシモは、アデレード・ユナイテッドFC戦のロスタイムにゴールを決めて2-1で勝利した。

## 代表
1997年、AIS所属時にU-20代表に選出。翌1998年、19歳の時にフィジー戦でオーストラリア代表デビューを果たした。さらに翌年の1999 FIFAワールドユース選手権のメンバーに選ばれた。
1999年7月18日、メルボルン・クリケット・グラウンドで行われるマンチェスター・ユナイテッドFCとの親善試合にラウル・ブランコ代表監督に招集されると、この試合でアンディ・コールに膝をタックルをされストレッチャーで退場。内側側副靱帯の前十字靭帯を負傷・前十字靭帯再建術が必要と診断され、半年間ボールを蹴られない日々が続いた。この件に関しカールトンSCのGMは法的措置の構えを見せた。
怪我から回復後は、シドニーオリンピックやFIFAコンフェデレーションズカップ2005等に出場。また、AFCアジアカップ2007 (予選)を戦いぬき本大会進出に貢献したが、リザーブメンバーにとどまりAFCアジアカップ2007のメンバー入りは果たせなかった。

## プライベート
イタリアからオーストラリアに移住したイタリア人の家系に生まれる。ビアンカという名の妻と2人の子供がいる。

## 所属クラブ
- カールトンSC 1997-2000
- サウス・メルボルンFC 2000-2001
- マンチェスター・シティFC 2001-2002
- ロイヤル・アントワープFC 2002
- パース・グローリーFC 2002-2003
- パラマッタ・パワー 2003-2004
- パハンFA 2004
- パース・グローリーFC 2005-2008
  -  シヴァススポル (レンタル) 2007
- シドニーFC 2008-2010
- メルボルン・ハートFC 2010-2013
- デンポSC 2013-2014
- Goulburn Valley Suns FC 2014
- Werribee City FC 2015

## タイトル
代表
- OFCネイションズカップ : 2000, 2004

クラブ
- オーストラリアン・ナショナルサッカーリーグ : 2002-2003
- マレーシアサッカーリーグ : 2004
- Aリーグ : 2009-2010

個人
- ジョー・マーストン・メダル（英語版） : 2003, 2010